# Marie Pospíšilová (malířka)
Marie Pospíšilová (1902, Nový Bydžov – 1974, Lugano) byla česká malířka. 

## Život
Studovala na univerzitách v Praze a Berlíně. Její první výstava se uskutečnila v roce 1933 v Římě. Během svého života pobývala v Praze, Berlíně, Terstu, Curychu a Luganu.

## Výstavy

### Autorské
- 1964 Maria Pospišilova: Peintures - collages, Galleria La Cittadella, Ascona

### Kolektivní
- 1996/1997 Český surrealismus 1929-1953, Městská knihovna Praha, Praha
- 2013 Rekonstrukce ze sbírek Evy a Vratislava Effenbergerových, Galerie Emila Juliše / Antikvariát Fabio, Černčice (Louny)